# Bird Sound
Bird Sound är ett sund i Sydgeorgien och Sydsandwichöarna (Storbritannien). Det ligger i den nordvästra delen av Sydgeorgien och Sydsandwichöarna. Bird Sound ligger på ön Bird Island.